# Fanette Humair
Fanette Humair est une sprinteuse suisse née le 8 octobre 1991 à Boécourt dans le canton du Jura en Suisse.

## Biographie
Alors qu’elle était petite, ses parents faisaient déjà de l’athlétisme. Sa sœur, Aurélie, et elle ont petit à petit marché dans leurs pas. Aurélie a ensuite intégré le Club du FSG Bassecourt. La carrière de Fanette a commencé en suivant les traces de sa sœur.
Elle étudie simultanément à l’Université de Neuchâtel en lettres et sciences humaines: allemand, anglais, géographie,.
En 2012, elle s’est blessée, ce qui a mis un frein à sa carrière. Cependant, en 2013, elle reprend sa carrière et gagne notamment une médaille d’argent au championnat de Suisse élites au 100 mètres, une médaille de bronze au 200 mètres durant le même événement, un record suisse au 4 × 100 mètres à Athletissima, un record jurassien au 100 mètres à Yverdon (11’’76) et une participation aux Championnats du Monde à Moscou (400 m).

## Palmarès
2013

Championnats de Suisse Elites : médaille d’argent au 100 mètres, médaille de bronze au 200 mètres

Athletissima : record de suisse sur le 4 × 100 mètres

Championnats vaudois à Yverdon : record jurassien du 100 mètres à Yverdon (11.76). Ceci lui a permis de se qualifier pour les Championnats d’Europe U23 en Finlande et d’intégrer l’équipe suisse du projet 4x 100 mètres

Participation aux Championnats du Monde à Moscou

2012

Championnats de Suisse : 1re place (12.06 au 100 mètres et 24.63 au 200 mètres)

Participation aux Championnats d’Europe U23 à Helsinki en Finlande

2010

Championnats de Suisse : médaille de bronze en saut en hauteur

## Différents résultats
Source :

Classements mondiaux All-Athletics.com 2013

200 m Femmes : 236e avec 1061 points

100 m Femmes : 393e avec 1049 points

Classements généraux Femmes : 2711e avec 1064 points

Records personnels 2014

60 m en salle : 7.52

100 m : 11.63

150 m : 18.05

200 m : 23.64

200 m en salle : 24.28

300 m : 38.81

Hauteur : 1.75

Hauteur en salle : 1.71

4x100 m : 43.48

4x200 m : 1:31.75

Meilleurs résultats annuels 2014

60 m en salle : 7.52

100 m : 11.63

150 m : 18.24

200 m : 23.64

200 m en salle : 24.28

300 m : 38.84

Hauteur : 1.66

4x100 m : 44.14

4x200 m : 1:31.75